# K.O. (RIZEのアルバム)
『K.O.』（ケイオー）は、RIZEの6枚目のスタジオ・アルバム。2008年4月16日にFar Eastern Tribe Records（ユニバーサルミュージック）より発売された。通常盤（CD）と初回限定盤（CD+DVD）の2種リリース。

## 解説
前作『ALTERNA』から1年ぶりとなるアルバム。リリース後の5月20日にギターの中尾宣弘が脱退を表明したため、中尾が参加する最後のアルバムとなった。
アルバムタイトルの『K.O.』について、金子ノブアキは「具体的な言葉の意味合いではない。ノックアウトしてやるとか、してみろということではなく、RIZEっていうバンドが持ってるイメージ」。JESSEは「このアルバム作った時に、スゲー強いやつにK.O.されたなって思った。自分が作ったものにやられたなって」。
アルバムについてJESSEは「このアルバムは自分たちのために作った。アルバムの2枚目から5枚目まではファンに届くように作ってきたけど。1枚目はまだファンがいなかったから自分たちのために作ってて。今回久しぶりにそういったアルバムを作った」。

## 収録曲
1. LADY LOVE [3:46]
(作詞：JESSE / 作曲：RIZE, 原田憲)
  - 13thシングル。フジテレビ系アニメ『しおんの王』オープニングテーマ。
2. ハエ [2:11]
(作詞：JESSE / 作曲：JESSE, 金子ノブアキ, TOKIE)
3. PARADOX体操 [3:51]
(作詞：JESSE / 作曲：RIZE)
4. Live or Die [3:00]
(作詞：JESSE / 作曲：RIZE, 原田憲)
  - 14thシングル。日本テレビ系『音燃え!』2008年3月度オープニングテーマ。
5. Dear Mr.President [2:58]
(作詞：JESSE / 作曲：RIZE)
6. Television song [2:24]
(作詞：JESSE / 作曲：RIZE)
7. RIZE [5:45]
(作詞：JESSE / 作曲：RIZE)
8. 火事と喧嘩は江戸の華 feat. E.D.O. [4:08]
(作詞：SORA3000, SHENLONG, SHEN, SONSHI-MC / 作曲：RIZE)
  - 客演にE.D.O.が参加。
9. Please Oh Please [4:24]
(作詞：JESSE / 作曲：RIZE)
10. 何でもない日の祝い方 [3:19]
(作詞：JESSE / 作曲：RIZE)
11. im a bitch [3:16]
(作詞：JESSE / 作曲：RIZE)
12. 風 [3:36]
(作詞：JESSE / 作曲：RIZE / 編曲：iNA)
13. Kush Berry [4:43]
(作詞：JESSE / 作曲：RIZE)

### DVD
1. '07 ASIA LIVE & FOOTAGE
  - 前年に行われたアジアツアーでのライブ映像とオフショット[3]。